# Trotzkistische Fraktion – Vierte Internationale
Die Trotzkistische Fraktion ist eine internationale kommunistische Strömung, die sich den Lehren Leo Trotzkis und Lenins verbunden fühlt.
Die TF änderte Ende 2004 ihren vollen Namen von vormals TF-Internationale Strategie in TF-Vierte Internationale. Sie hat sich die Wiederentstehung der zerfallenen Vierten Internationale zum Ziel gesetzt.

## Sektionen
| Vollsektionen         | Vollsektionen |
| --------------------- | --- |
| Argentinien           | Partei Sozialistischer Arbeiter (Partido de los Trabajadores Socialistas) (PTS)                                             |
| Bolivien              | Revolutionärer Arbeiterbund für die Vierte Internationale (Liga Obrera Revolucionaria por la Cuarta Internacional) (LOR-CI) |
| Brasilien             | Revolutionäre Arbeiterbewegung (Movimento Revolucionário de Trabalhadores) (MRT)                                            |
| Chile                 | Partei Revolutionärer Arbeiter (Partido de Trabajadores Revolucionarios) (PTR)                                              |
| Deutschland           | Revolutionäre Internationalistische Organisation (RIO)                                                                      |
| Frankreich            | Permanente Revolution (Révolution Permanente) (RP)                                                                          |
| Mexiko                | Bewegung Sozialistischer Arbeiter (Movimiento de los Trabajadores Socialistas) (MTS)                                        |
| Peru                  | Sozialistische Strömung der Arbeiter (Corriente Socialista de las y los Trabajadores) (CRS)                                 |
| Spanien               | Revolutionäre Strömung der Arbeiter und Arbeiterinnen (Corriente Revolucionaria de Trabajadores y Trabajadoras) (CRT)       |
| Uruguay               | Strömung der Arbeiter für den Sozialismus (Corriente de Trabajadores por el Socialismo) (CTS)                               |
| Venezuela             | Arbeiter Bund für den Sozialismus (Liga de Trabajadores por el Socialismo) (LTS)                                            |
| Vereinigte Staaten    | Left Voice (LV) |
| Costa Rica            | Socialistische Organization (Organización Socialista) (OS)                                                                  |
| Italien               | Revolutionäre Internationalistische Fraktion (Frazione Internazionalista Rivoluzionaria) (FIR)                              |
| Sympathisantsektionen | |
| South Korea           | March to Socialism |

Ehemalige Organisationen:
- Frankreich: Revolutionäre internationalistische kommunistische Gruppe (Groupe Communiste Revolutionaire Internationaliste) (CRI) – Sie wurde im Jahr 2008 zugelassen als Sympathisantensektion,[4] aber nach der Gründung der Neuen Antikapitalistischen Partei beschloss sie, sich innerhalb der Tendance CLAIRE (Akronym für „Kommunismus, selbst organisierter, internationalistischer und revolutionärer Kampf“) aufzulösen.[5][6]
- Costa Rica: Bund für die Sozialistische Revolution (Liga de la Revolución Socialista) (LRS) – Im Jahr 2008 als Vollsektion zugelassen[7], aber 2014 aufgelöst.

## Medien
Die Trotzkistische Fraktion gab die theoretische Zeitschrift Internationale Strategie mit Ausgaben in Spanisch, Französisch, Englisch und Deutsch heraus. Nachdem die argentinische PTS im September 2014 begonnen hatte, die digitale Tageszeitung La Izquierda Diario herauszugeben, starteten 2015 weitere Sektionen ebenfalls Nachrichtenseiten, darunter im November 2015 die deutsche Seite Klasse Gegen Klasse. Nach eigenen Angaben erreichte das Netzwerk aus inzwischen 14 Nachrichtenseiten im Jahr 2020 rund 75 Millionen Aufrufe.

## Ursprung
Der Ursprung der Trotzkistischen Fraktion ist in Argentinien, wo 1988 eine Gruppe von ca. 600 Mitgliedern aus der morenistischen Bewegung zum Sozialismus MAS ausgeschlossen wurde. Der MAS hatte ein Wahlbündnis mit der KP geschlossen, wogegen sich eine Opposition bildete. Diese war der Meinung, dass die Ereignisse in der UdSSR und Osteuropa insgesamt eine scharfe Kritik am Stalinismus erforderten. Unter den Ausgeschlossenen befanden sich vier Mitglieder des Zentralkomitees, von denen Emilio Albamonte und Hugo Ramirez noch heute zur Trotzkistischen Fraktion bzw. PTS gehören, und ein Vertreter im Internationalen Sekretariat der LIT, Leon Perez.
Die Ausgeschlossenen nahmen zunächst den Namen Internationale Bolschewistische Fraktion (IBF) an und verstanden sich als „externe Fraktion“, die zu Unrecht ausgeschlossen worden sei. Von 1988 bis 1990 erlitt die PTS drei Spaltungen. Zuerst kehrte ein Teil der Mitglieder zum MAS zurück. Dann schloss sich eine Gruppe politisch der britischen Workers Revolutionary Party-Workers Press an. Schließlich trennten sich die Anhänger von Leon Perez von der PTS, um eine Massenpartei-Perspektive zu verfolgen.
Diese Auseinandersetzungen reduzierten die PTS Anfang 1992 auf ca. 150 Mitglieder, führten jedoch zu den notwendigen politisch-ideologischen Klärungen. Ungefähr zu dieser Zeit erklärten Gruppen Chiles und Mexikos ihre Unterstützung für die PTS, worin der Ursprung der Trotzkistischen Fraktion gesehen werden kann. Diese drei Gruppen nahmen zunächst den gemeinsamen Namen Internationalistische Fraktion (IF) an. 1995 erreichte die Mitgliederstärke der PTS wieder 350.

## Ideologische Grundlagen
Die Trotzkistische Fraktion hat inzwischen mit dem Morenismus gebrochen und kritisiert dessen Kapitulation vor dem Linksperonismus in den 70er Jahren. Die politisch-theoretische Abgrenzung gipfelte 1995 in dem Artikel Notes for a history of Argentine Trotskyism von Hugo Ramirez und Pablo Cortina in der Estrategia Internacional.